# 안종철 (1881년)
안종철(安鍾哲, 일본식 이름: 廣安鍾哲히로야쓰 쇼테쓰, 1881년 2월 24일 ~ ?)은 대한제국과 일제강점기의 관료이며 조선총독부 중추원 참의도 지냈다.

## 생애
본관은 광주이며 경기도 양주 출생이고 한때 경상도 영주에서 잠시 유년기를 보낸 적이 있는 그는 1904년 관립한성일어학교에 입학하여 1907년에 졸업했다. 학교 졸업 후 탁지부에서 근무하며 대한제국의 관리가 되었다.
1910년에 한일 병합 조약이 체결되면서 조선총독부 통역관에 임명되었고, 1913년에는 총독부 군수가 되면서 빠른 승진을 하였다. 전라남도 장흥군, 나주군, 순천군 군수를 차례로 역임했다.
1932년에는 도 참여관으로 승진하여 충청북도에 발령받았고, 충북 참여관을 마지막으로 퇴관한 후에는 중추원 참의로 발탁되었다. 1929년에 훈5등 서보장을 수여받는 등 1943년을 기준으로 종4위 훈4등에 서위되어 있었다.
충북 참여관이던 1935년에 총독부가 편찬한 《조선공로자명감》에 353명의 공로자 중 한 명으로 기재되어 있다. 이 책자에는 욕심이 없고 덕을 갖춘 인물이라는 칭찬과 함께 군수로서 10년 동안 치적을 쌓았으며 참여관으로서 농촌 진흥의 제일선에 있다는 평가가 적혀 있다.
태평양 전쟁 중에 동민회와 국민총력조선연맹, 조선임전보국단에 참여하며 전쟁에 협력한 행적이 있다. 1944년에 학도병 제도가 실시되자 충청남도 지역에 파견되어 학병 지원을 호소하는 순회 연설을 하기도 했다. 안종철의 부인은 애국금차회의 발기인 중 한 명이다.
2002년 발표된 친일파 708인 명단의 중추원과 도 참여관 부문, 2008년 공개된 민족문제연구소의 친일인명사전 수록예정자 명단의 중추원과 관료 부문에 포함되었으며 2009년 친일반민족행위진상규명위원회가 발표한 친일반민족행위 705인 명단에도 포함되었다.

## 같이 보기
- 조선총독부 중추원
- 조선임전보국단

## 참고자료
- 안종철(安鍾哲) - 국사편찬위원회